# Celia (telenovela)
Celia es una telenovela colombiana producida por Fox Telecolombia para RCN Televisión y Telemundo en el 2015 y 2016 basada en la vida de la cantante cubana Celia Cruz.
Está protagonizada por Jeimy Osorio, Aymee Nuviola, Modesto Lacen, y Willie Denton, encarnando a Celia Cruz y Pedro Knight en sus etapas jóvenes y adultas respectivamente. También contó con las actuaciones de Carolina Gaitán, Luciano D'Alessandro y Aída Bossa.
Patty Padilla fue la encargada de interpretar la voz de Celia Cruz en las canciones, tanto en su etapa joven, como en su etapa adulta.

## Sinopsis
Celia Cruz (Jeimy Osorio) es la hija de una humilde familia que es privilegiada con un talento, voz y encanto que la llevan a convertirse en la cantante de la orquesta del momento en la Cuba de los años 50, La Sonora Matancera; siendo reconocida ya desde esa época como «reina de la música cubana».
Sin embargo, lo que parecía el despegue de una carrera exitosa,así como el abandono de la miseria gracias a la música, se ve obstaculizado por la revolución cubana, además de tener que enfrentar los caprichos de una industria disquera machista-racista. En busca de mejores oportunidades económicas, en 1961 recibe una invitación a abandonar el país, junto a la Sonora, sin saber entonces que no sería por un tiempo sino por toda la vida. Cruz deja atrás a sus familiares, incluyendo a su madre enferma de cáncer y su hermana Noris, para establecerse con angustia en México.
Junto a ella por esa época, la acompañaba un músico de la Sonora, Pedro Knight (Modesto Lacen), con el que con el tiempo inicia una relación sentimental. Knight es un mujeriego empedernido quien para el momento en que conoce a Cruz ya tenía dos hijas y había tenido una relación con la propia hermana de Cruz, Noris; sin embargo, Cruz decide permanecer junto con Knight.
El talento y encanto de Cruz llegan a oídos de Tito Puente y luego, de Johnny Pacheco, quien por esos días estaba conformando en Nueva York La Fania All Stars, un grupo de los mejores músicos de salsa, en donde Cruz se convierte en su estrella principal y junto a ellos, extiende sus éxitos aún más.
Rondando ya la mitad de la vida, otro obstáculo se presenta ante Cruz: a pesar de tener un amor infinito por los niños, ella no es capaz de tener hijos. Un niño de doce años, miembro de su club de fanes, se convierte con el tiempo en un hijo adoptivo. Knight, a pesar de mostrar rechazo y celos inicialmente, más tarde termina por aceptarlo. Pero los problemas de Cruz no terminan ahí pues le toca lidiar también con los problemas de su amiga Lola Calvo (Marcela Gallego) pues es una adicta a las drogas y su esposo muere por un accidente en carretera, más tarde el médico le informa a Cruz que tiene un tumor que probablemente acabe con su vida.
La novela también contó con la aparición de la misma Celia Cruz por medio de flashback que se sacaron de algunas presentaciones que ella hizo en sus años de vida.

## Reparto
| Actor                 | Personaje                  |
| --------------------- | -------------------------- |
| Jeimy Osorio          | Celia Cruz (joven)         |
| Aymée Nuviola         | Celia Cruz (adulta)        |
| Modesto Lacen         | Pedro Knight (joven)       |
| Willie Denton         | Pedro Knight (adulto)      |
| Carolina Gaitán       | Lola Calvo (joven)         |
| Marcela Gallego       | Lola Calvo (adulta)        |
| Abel Rodríguez        | Eliécer Calvo              |
| Margoth Velásquez     | Catalina "Ollita" Alfonso  |
| Moisés Angulo         | Simón Cruz                 |
| Aída Bossa            | Noris Alfonso (joven)      |
| Luciano D' Alessandro | Alberto Blanco (joven)     |
| Sebastian Silva       | Alberto Blanco (Niño)      |
| Jonathan Islas        | Mario Agüero (joven)       |
| Ivette Zamora         | Noris Alfonso (adulta)     |
| José Rojas            | Alberto Blanco (adulto)    |
| Mauro Mauad           | Mario Agüero (adulto)      |
| Brenda Hanst          | Ana Alfonso                |
| Indhira Serrano       | Mirelys Bocanegra          |
| Alberto Pujol         | Rogelio Martínez           |
| José Narváez          | René Neira                 |
| Jorge Cárdenas        | Carlos Manuel Díaz "Caito" |
| Carlos Manuel Vesga   | Billy Echeverría           |
| Michel Guilló         | Gamaliel "Gamita" Alfonso  |
| Mijail Mulkay         | Tito Puente                |
| Luis Eduardo Arango   | Johnny Pacheco             |
| Diana Wiswell         | Raquel Díaz (joven)        |
| Claudia de Hoyos      | Raquel Díaz (adulta)       |
| Bárbaro Marín         | Rolando Laserie            |
| Laura Peñuela         | Rita Laserie               |
| Juan Alfonso Baptista | Ramón Cabrera              |
| Jean Phillipe Laurent | Jerry Masucci              |
| Carolina Sabino       | Myrta Silva                |
| Pedro Calvo "Anca"    | Marcos Calvo               |
| Constanza Gutiérrez   | Nenita Alfonso             |
| Lady Noriega          | María Guillen              |
| Ariel Díaz            | Manuel Prado               |
| Judy Henríquez        | Rosario Tancredi           |
| Luis Gerardo López    | Lilo Candela               |
| Daniela Tapia         | Estela                     |
| Andrés Echavarria     | Larry Harlow               |
| Adrián Makala         | Ralphy                     |
| Félix Antequera       | Fidel Castro               |
| Kristina Lilley       | Jueza                      |
| Viña Machado          | Carmen                     |
| Alejandra Taborda     | Celia Cruz (adolescente)   |

## Premios y nominaciones

### Premios India Catalina
| Año  | Categoría                                     | Nominado                               | Resultado |
| ---- | --------------------------------------------- | -------------------------------------- | --------- |
| 2016 | Mejor actriz antagónica de telenovela o serie | Aída Bossa                             | Nominada  |
| 2016 | Mejor música para televisión                  | Alfredo de La Fé y Christian Maldonado | Nominados |
| 2016 | Mejor arte de telenovela o serie              | Rosario Lozano                         | Nominada  |
| 2016 | Mejor fotografía de telenovela o serie        | Andrés Duque y Julián Torres           | Nominados |

### Premios TVyNovelas
| Año  | Categoría                                 | Nominado                             | Resultado |
| ---- | ----------------------------------------- | ------------------------------------ | --------- |
| 2016 | Mejor Serie                               | Mejor Serie                          | Nominada  |
| 2016 | Director Favorito De Telenovela o serie   | Víctor Mallarino y Liliana Bocanegra | Nominados |
| 2016 | Libretista Favorito De Telenovela o Serie | Andrés Salgado y Paul Rodríguez      | Nominados |
| 2016 | Protagonista Femenina Favorita De Serie   | Jeimy Osorio                         | Nominada  |
| 2016 | Villana Favorita De Serie                 | Carolina Gaitán                      | Nominada  |
| 2016 | Villano Favorito De Serie                 | Moisés Angulo                        | Ganador   |